# Cryptoflata pyraloides
Cryptoflata pyraloides är en insektsart som först beskrevs av Olivier 1791.  Cryptoflata pyraloides ingår i släktet Cryptoflata och familjen Flatidae. Inga underarter finns listade i Catalogue of Life.